# Euryphura togoensis
Euryphura togoensis är en fjärilsart som beskrevs av Suffert 1904. Euryphura togoensis ingår i släktet Euryphura och familjen praktfjärilar. Inga underarter finns listade i Catalogue of Life.